# Heinz Weissenstein
Heinz Herbert Weissenstein (* 16. Januar 1912 in Holzminden; † 27. Januar 1996 in Pittsfield, Massachusetts), meist Heinz H. Weissenstein, eigentlich Weißenstein, war ein deutsch-amerikanischer Fotograf und Fotojournalist. Er ist vor allem für seine Bilder von Musikern und Orchestern bekannt.

## Leben
Weissenstein stammte aus einer jüdischen Familie. Seine Eltern waren der Bankier Abraham Weissenstein, genannt Albert (* 25. Oktober 1872 in Höxter an der Weser; 30. Juli 1934 in Berlin) und Cäcilie Weissenstein geborene Held (* 28. Mai 1881 in Wertheim; † Dezember 1942 im KZ Auschwitz). Er hatte einen Bruder, Erich Weissenstein (* 12. Februar 1906 in Berlin; † 9. Dezember 1983 in New York City).
Der väterliche Familienzweig Weißenstein (Weissenstein) war schon im 18. Jahrhundert in Borgholz bei Höxter verzeichnet. Die Region gehörte in der Zeit der napoleonischen Besatzung zum Königreich Westphalen. Hier wurden die Juden 1808 zur Annahme fester Familiennamen verpflichtet. Vermutet wird, dass die Familie ihren bürgerlichen Namen nach den dem Grenzstein „Weißer Stein“ einer Borgholzer Gemarkung annahm. Die Familie arbeitete sich aus bescheidenen Hausierer- und Händlertätigkeiten hoch, bis durch Flachs- und Rohstoffhandel und den Erwerb einer Nähmaschinenvertrieb das Geschäft florierte. Der Wohlstand der erfolgreichen Kaufleute ermöglichte die Vergabe von Darlehen. Daraus ging das Bankhaus M. Weißenstein hervor, spätestens 1901 war in Höxter und Holzminden von den Bankiers Weißenstein die Rede. Abraham (Albert) Weißenstein führte mit seinem Bruder Robert Weißenstein (1879–1929) die Holzmindener Filiale als offene Handels-Gesellschaft. Als Robert nach Hildesheim zog, übernahm er die Bank allein und verlagerte sie nach Holzminden, während Höxter zur Filiale wurde. Das Bankhaus verlor seine bedeutende Stellung an der Weser in der Weltwirtschaftskrise. Im Mai 1933 zogen Abraham und Cäcilie nach Berlin. Im März 1934 erlosch die Firma offiziell.
Wie sein Vater wurde Weissenstein zunächst Bankangestellter. Er wohnte und arbeitete wie sein Bruder Erich ab den 1920er Jahren in Hildesheim, vermutlich für seinen Onkel Robert. Der Beruf führte ihn von Hildesheim nach Leipzig. Dort engagierte er sich für eine jüdische Jugendorganisation. Im Herbst 1938 wurde er aufgrund seines Engagements für eine jüdische Jugendgruppe von der Gestapo verhört.
Nach der Reichspogromnacht 1938 verließ er wie sein Bruder Erich Deutschland und emigrierte mit ihm in die Vereinigten Staaten. Hier machte er aus dem Hobby Fotografie einen Beruf, zunächst hauptsächlich mit Kinderporträts, die er als Aufträge von Tür zu Tür erhielt und daneben auch Laien im Fotografieren unterwies. Als er 1939 in einem Sommerferienlager für Jungen in den Berkshire Mountains im neuenglischen Massachusetts einen Fotokurs unterrichtete, machte er Aufnahmen einer Aufführung des Boston Symphony Orchestra, die in der Nähe des Ferienlagers beim Tanglewood Music Festival stattfand. Aus diesem Erstkontakt entstand eine langjährige Arbeitsbeziehung. Er wurde offizieller Fotograf des Symphonieorchesters und blieb es bis in die späten 1980er Jahre. In den späten 1950er und frühen 1960er Jahren war er außerdem offizieller Fotograf der Konzerthalle Carnegie Hall in New York.
Er fotografierte zahlreiche berühmte Künstler, darunter zum Beispiel ab 1940 häufig den Dirigenten Leonard Bernstein. Seine Fotos dienten als Vorbereitungs- und später Werbematerial für den Kinofilm Maestro (2023), ein Biopic über Bernstein.
In der Upper East Side im damals noch deutsch geprägten Yorkville betrieb er in der 124 West 72nd Street, wo er auch wohnte, ein Fotostudio. Er führte es als Zweigstelle fort, als er später nach Lenox, Massachusetts, zog. Er anglisierte den Namen seiner Agentur zu „Whitestone Photo“. Unter diesem Namen sind viele seiner Bilder heute online und in Fotoarchiven zu finden.
Die jüdische Einwanderung während und nach der Shoah ließ im Großraum New York die Zahl jüdischer Sozial- und Kultureinrichtungen sowie Vereine, Musikschulen, Orchester und Konzertveranstaltungen sehr stark anwachsen. In diesem Milieu, zumal unter deutschsprachigen Migranten, fand er zahlreiche Kunden und berichtete über die Veranstaltungen und Organisationen auch als Fotojournalist, zum Beispiel für die jüdische deutschsprachige Wochenzeitung Aufbau. Zu seinen Kunden gehörten die Anti-Defamation League of B'nai B'rith (ADL) und der Wohlfahrtsdachverband United Jewish Appeal. Er fotografierte aber auch häufig für die Lehrergewerkschaft United Federation of Teachers und die Benefizorganisation March of Dimes.
Die Verbindung zu den jüdischen Organisationen blieb stets eng. Im Ruhestand spendete er Teile seines Archivs an die Anti-Defamation League und an die Gewerkschaft United Federation of Teachers.
1948 beantragte er die amerikanische Staatsbürgerschaft und erhielt sie fünf Jahre später. Er war zwei Mal verheiratet. Die erste Ehe schloss er am 17. Oktober 1942 in New York City mit Ruth Popper–Weissenstein geborene Kauders (* 15. September 1920; † 1. Mai 2003 in Genf). Sie bekamen einen Sohn, Herbert „Herbie“ Franklin Weissenstein (* 14. April 1945 in New York City; † 26. Oktober 2001 in New York City).
Die zweite Ehe schloss er in Lenox, Massachusetts, am 23. August 1953 mit der ebenfalls vor den Nationalsozialisten geflohenen Emigrantin Charlotte Weissenstein geborene Zentawer (* 18. Juni 1921 in Berlin; † 18. Juni 2014 in Stockbridge, Massachusetts), die vor ihrer Auswanderung in Bad Kissingen und Hamburg gelebt hatte. Die Sekretärin wurde für sein Fotostudio eine wichtige Mitarbeiterin. Aus dieser Ehe stammen die Söhne Peter Albert (* 22. Mai 1955, später wohnhaft in Lenox, Massachusetts), Robert Ernest (* 4. Februar 1957, später wohnhaft in Houston) und David James Weissenstein (* 31. Januar 1959, später wohnhaft in Colchester, Vermont).
Bis zu seinem Tod lebte Heinz Weissenstein in Lenox. 1979 besuchte er seine südniedersächsische Geburtsstadt Holzminden, die ihn eingeladen hatte. Er starb mit 84 Jahren im Berkshire Medical Center in Pittsfield, Massachusetts. Er wurde in Stockbridge, Massachusetts, beerdigt. Die New York Times widmete ihm am 30. Januar 1996 einen Nachruf. 1998, zwei Jahre nach seinem Tod, besuchte seine Frau Charlotte mit einem der Söhne Holzminden und Höxter. Sie starb 2014 und wurde ebenfalls in Stockbridge bestattet.